# Joseph Fuchs
Joseph Fuchs (New York, 26 aprile 1899 – New York, 14 marzo 1997) è stato un violinista statunitense, fratello della violista Lillian Fuchs. Noto concertista, era apprezzato per lo stile vigoroso e ampio, una tecnica magistrale e un suono ricco e caldo. Suonava lo Stradivari Cádiz, del 1722.

## Biografia
Fuchs è nato in una famiglia molto dedita alla musica. Suo padre era violinista amatoriale, sua sorella Lillian è stata una tra le più grandi violiste del Novecento e suo fratello Harry è stato un ottimo violoncellista. Dopo aver preso le prime lezioni di violino dal padre, inizialmente come terapia suggerita dal medico per riprendersi dopo una frattura al braccio, ha studiato con Louis Svecenski e Franz Kneisel presso l'Institute of Musical Art di New York (la futura Juilliard School), dove si è diplomato nel 1918. L'anno successivo ha viaggiato in Europa, dove ha fatto la conoscenza di Ferruccio Busoni e ha eseguito a Francoforte il concerto per violino e orchestra di Johannes Brahms, debuttando poi l'anno successivo negli Stati Uniti alla Aeolian Hall. Nel 1926 è diventato primo violino dell'Orchestra di Cleveland, posto che ha lasciato nel 1940 per seguire una carriera solistica. Nell'ultimo periodo a Cleveland ha sofferto di problemi alle dita della mano sinistra, dai quali si è ripreso grazie ad un intervento di chirurgia sperimentale. Dopo un debutto positivo a New York nel 1943, è diventato cofondatore della Musicians' Guild, una associazione che organizzava concerti di musica da camera, che ha diretto fino al 1956.
Ha tenuto molti concerti negli Stati Uniti d'America, in Europa occidentale (esibendosi al festival di Prades nel 1953 e 1954), Unione Sovietica, America del Sud, Israele e Giappone.  Nel 1956 ha eseguito una serie di recital con il pianista Artur Balsam per la stagione dei Peabody Mason Concert a Boston.
Una sovvenzione ottenuta nel 1960 dalla Ford Foundation gli ha permesso di commissionare a Walter Piston il suo secondo concerto per violino, del quale ha eseguito la prima a Pittsburgh nello stesso anno. Ha eseguito anche le prime di numerose altre composizioni, tra le quali i concerti di Lopatnikoff (1944–5), Ben Weber (1954) e Mario Peragallo (1955), nonché dei Madrigali per violino e viola (1947) di Bohuslav Martinů, insieme alla sorella Lillian, della versione revisionata della sonata per violino (1969) di Ralph Vaughan Williams, con Artur Balsam, e la prima statunitense, postuma, della sonata di Martinů per due violini e pianoforte (1974).
Ha collaborato molto con sua sorella Lillian, violista, con il pianista Artur Balsam e il violoncellista Leonard Rose. Ha inciso numerose registrazioni, tra le quali il primo ciclo completo delle sonate per violino e pianoforte di Beethoven, la Sinfonia concertante per violino, viola e orchestra e i duetti per violino e viola di Mozart (con sua sorella), i trii per violino, violoncello e pianoforte di Beethoven con Eugene Istomin e Pablo Casals.
Fuchs è diventato professore di violino alla Juilliard School nel 1946. Nel 1953 è stato tra i fondatori della Blue Hill Music School, nel Maine, un corso musicale estivo che si è poi evoluto nel Summer Chamber Music Institute, presso la Alfred University. Nel 1971 ha ricevuto l'Artist Teacher's Award dalla American String Teachers' Association. Ha tenuto il suo ultimo recital alla Carnegie Hall nel 1992, e la sua ultima esibizione pubblica è stata alla Juilliard School nel 1995. È morto a Manhattan il 14 marzo 1997, poco dopo la sua seconda moglie, Doris Levy Fuchs, scomparsa il 27 gennaio.